# Zapasy na Letnich Igrzyskach Olimpijskich 1976 – kategoria do 90 kg w stylu wolnym
Zmagania mężczyzn w wadze 90 kg to jedna z dziesięciu męskich konkurencji w zapasach w stylu wolnym rozgrywanych podczas Letnich Igrzysk Olimpijskich 1976. Pojedynki w tej kategorii wagowej odbyły się w dniach 27 – 31 lipca.

## Klasyfikacja[2]
| Pozycja | Nazwisko                  | Kraj                                 |
| ------- | ------------------------- | ------------------------------------ |
| 1       | Lewan Tediaszwili         | ZSRR                                 |
| 2       | Ben Peterson              | Stany Zjednoczone                    |
| 3       | Stelică Morcov            | Rumunia                              |
| 4       | Horst Stottmeister        | NRD                                  |
| 5       | Terry Paice               | Kanada                               |
| 6       | Paweł Kurczewski          | Polska                               |
| 7       | Frank Andersson           | Szwecja                              |
| 8       | Bárbaro Morgan            | Kuba                                 |
| 9       | Keijo Manni               | Finlandia                            |
| 10      | Yoshiaki Yatsu            | Japonia                              |
| 11      | Szukri Lutwiew            | Bułgaria                             |
| 12      | Maurice Allan             | Wielka Brytania                      |
| .       | Ali Reza Solejmani        | Iran                                 |
| .       | Peter Neumair             | RFN                                  |
| .       | Muhammad Salah-ud-din     | Pakistan                             |
| .       | Ambroise Sarr             | Senegal                              |
| 17      | İsmail Temiz              | Turcja                               |
| 18      | Géza Molnár               | Węgry                                |
| 19      | Wayne Thomas              | Wyspy Dziewicze Stanów Zjednoczonych |
| .       | Daszdordżijn Cerentogtoch | Mongolia                             |
| .       | Michel Grangier           | Francja                              |

## Zasady
Przyjęto zasadę punktów karnych, gdzie zdobycie sześciu punktów lub więcej eliminowało zawodnika z turnieju. Kolejność miejsc medalowych ustalona została w specjalnej rundzie finałowej, z udziałem trzech zawodników z najmniejszą liczbą takich punktów.
- TF — Łopatki
- DQ — Dyskwalifikacja za pasywność
- TPP — Punkty karne razem
- MPP — Punkty karne pojedynku

## Punktacja
- 0 — Wygrana na łopatki, przewagę techinczną, pasywność, kontuzję
- 0.5 — Wygrana na punkty  (8-11 punktów różnicy)
- 1 — Wygrana na punkty  (1-7 punktów różnicy)
- 2 — Dyskwalifikacja za pasywność, zwycięzca również był pasywny
- 3 — Przegrana na punkty (1-7 punktów różnicy)
- 3.5 — Przegrana na punkty (8-11 punktów różnicy)
- 4 — Przegrana na łopatki, przewagę techiczną, pasywność, kontuzję

## Wyniki[3]

### Pierwsza runda
| TPP | MPP |                       | Wynik\|Czas |                           | MPP | TPP |
| --- | --- | --------------------- | ----------- | ------------------------- | --- | --- |
| 4   | 4   | Maurice Allan         | 4 - 32      | Frank Andersson           | 0   | 0   |
| 0   | 0   | Lewan Tediaszwili     | TF / 1:47   | Wayne Thomas              | 4   | 4   |
| 4   | 4   | Peter Neumair         | TF / 0:46   | Horst Stottmeister        | 0   | 0   |
| 3   | 3   | Géza Molnár           | 3 - 6       | Paweł Kurczewski          | 1   | 1   |
| 0   | 0   | Muhammad Salah-ud-din | TF / 3:53   | Daszdordżijn Cerentogtoch | 4   | 4   |
| 4   | 4   | Keijo Manni           | TF / 2:59   | Szukri Lutwiew            | 0   | 0   |
| 1   | 1   | Ben Peterson          | 7 - 4       | Stelică Morcov            | 3   | 3   |
| 0.5 | 0.5 | Bárbaro Morgan        | 13 - 5      | İsmail Temiz              | 3.5 | 3.5 |
| 0   | 0   | Yoshiaki Yatsu        | TF / 8:32   | Ali Reza Solejmani        | 4   | 4   |
| 4   | 4   | Michel Grangier       | TF / 0:59   | Terry Paice               | 0   | 0   |
| 0   |     | Ambroise Sarr         |             | Bez walki                 |     |     |

### Druga runda
| TPP | MPP |                           | Wynik\|Czas |                       | MPP | TPP |
| --- | --- | ------------------------- | ----------- | --------------------- | --- | --- |
| 4   | 4   | Ambroise Sarr             | TF / 3:59   | Maurice Allan         | 0   | 4   |
| 4   | 4   | Frank Andersson           | 2 - 16      | Lewan Tediaszwili     | 0   | 0   |
| 8   | 4   | Wayne Thomas              | TF / 0:40   | Peter Neumair         | 0   | 4   |
| 0   | 0   | Horst Stottmeister        | DQ / 5:46   | Géza Molnár           | 4   | 7   |
| 1   | 0   | Paweł Kurczewski          | TF / 1:50   | Muhammad Salah-ud-din | 4   | 4   |
| 8   | 4   | Daszdordżijn Cerentogtoch | TF / 5:35   | Keijo Manni           | 0   | 4   |
| 3   | 3   | Szukri Lutwiew            | 13 - 14     | Ben Peterson          | 1   | 2   |
| 4   | 1   | Stelică Morcov            | 9 - 8       | Bárbaro Morgan        | 3   | 3.5 |
| 6.5 | 3   | İsmail Temiz              | 7 - 13      | Yoshiaki Yatsu        | 1   | 1   |
| 4   | 0   | Ali Reza Solejmani        | 21 - 7      | Michel Grangier       | 4   | 8   |
| 0   |     | Terry Paice               |             | Bez walki             |     |     |

### Trzecia runda
| TPP | MPP |                       | Wynik\|Czas |                    | MPP | TPP |
| --- | --- | --------------------- | ----------- | ------------------ | --- | --- |
| 0   | 0   | Terry Paice           | DQ / 5:20   | Ambroise Sarr      | 4   | 8   |
| 8   | 4   | Maurice Allan         | TF / 1:05   | Lewan Tediaszwili  | 0   | 0   |
| 4   | 0   | Frank Andersson       | TF / 3:56   | Peter Neumair      | 4   | 8   |
| 0   | 0   | Horst Stottmeister    | TF / 5:11   | Paweł Kurczewski   | 4   | 5   |
| 8   | 4   | Muhammad Salah-ud-din | TF / 5:17   | Keijo Manni        | 0   | 4   |
| 7   | 4   | Szukri Lutwiew        | DQ / 7:26   | Stelică Morcov     | 0   | 4   |
| 2   | 0   | Ben Peterson          | 19 - 2      | Yoshiaki Yatsu     | 4   | 5   |
| 3.5 | 0   | Bárbaro Morgan        | TF / 2:55   | Ali Reza Solejmani | 4   | 8   |

### Czwarta runda
| TPP | MPP |                   | Wynik\|Czas |                    | MPP | TPP |
| --- | --- | ----------------- | ----------- | ------------------ | --- | --- |
| 3   | 3   | Terry Paice       | 3 - 8       | Frank Andersson    | 1   | 5   |
| 0   | 0   | Lewan Tediaszwili | 17 - 3      | Horst Stottmeister | 4   | 4   |
| 5   | 0   | Paweł Kurczewski  | TF / 0:57   | Keijo Manni        | 4   | 8   |
| 2   | 0   | Ben Peterson      | TF / 7:39   | Bárbaro Morgan     | 4   | 7.5 |
| 4   | 0   | Stelică Morcov    | DQ / 8:36   | Yoshiaki Yatsu     | 4   | 9   |

### Piąta runda
| TPP | MPP |                  | Wynik\|Czas |                    | MPP | TPP |
| --- | --- | ---------------- | ----------- | ------------------ | --- | --- |
| 7   | 4   | Terry Paice      | DQ / 4:30   | Lewan Tediaszwili  | 0   | 0   |
| 8.5 | 3.5 | Frank Andersson  | 6 - 17      | Horst Stottmeister | 0.5 | 4.5 |
| 8.5 | 3.5 | Paweł Kurczewski | 4 - 13      | Ben Peterson       | 0.5 | 2.5 |
| 4   |     | Stelică Morcov   |             | Bez walki          |     |     |

### Szósta Runda
| TPP | MPP |                    | Wynik\|Czas |                   | MPP | TPP |
| --- | --- | ------------------ | ----------- | ----------------- | --- | --- |
| 7   | 3   | Stelică Morcov     | 2 - 7       | Lewan Tediaszwili | 1   | 1   |
| 7.5 | 3   | Horst Stottmeister | 8 - 13      | Ben Peterson      | 1   | 3.5 |

### Runda finałowa
Zaliczone pojedynki z wcześniejszych rund
| TPP | MPP |                   | Wynik\|Czas |                   | MPP | TPP |
| --- | --- | ----------------- | ----------- | ----------------- | --- | --- |
|     | 1   | Ben Peterson      | 7 - 4       | Stelică Morcov    | 3   |     |
| 6   | 3   | Stelică Morcov    | 2 - 7       | Lewan Tediaszwili | 1   |     |
| 2   | 1   | Lewan Tediaszwili | 11 - 5      | Ben Peterson      | 3   | 4   |